# Camila Osorio
María Camila Osorio Serrano (n. 22 decembrie 2001, Cúcuta, Columbia) este o jucătoare profesionistă de tenis din Columbia. Cea mai bună clasare a carierei la simplu este locul 33 mondial, în aprilie 2022. Ea a câștigat turneul Copa Colsanitas, în 2021 și în 2023.   
Osorio a fost o junioară de top, număr 1 mondial si campioană la U.S. Open 2019.

## Legături externe
Materiale media legate de Camila Osorio la Wikimedia Commons
- Camila Osorio la Women's Tennis Association
- Camila Osorio la International Tennis Federation
- Camila Osorio pe site-ul Fed Cup